# Церковь Святой Регины

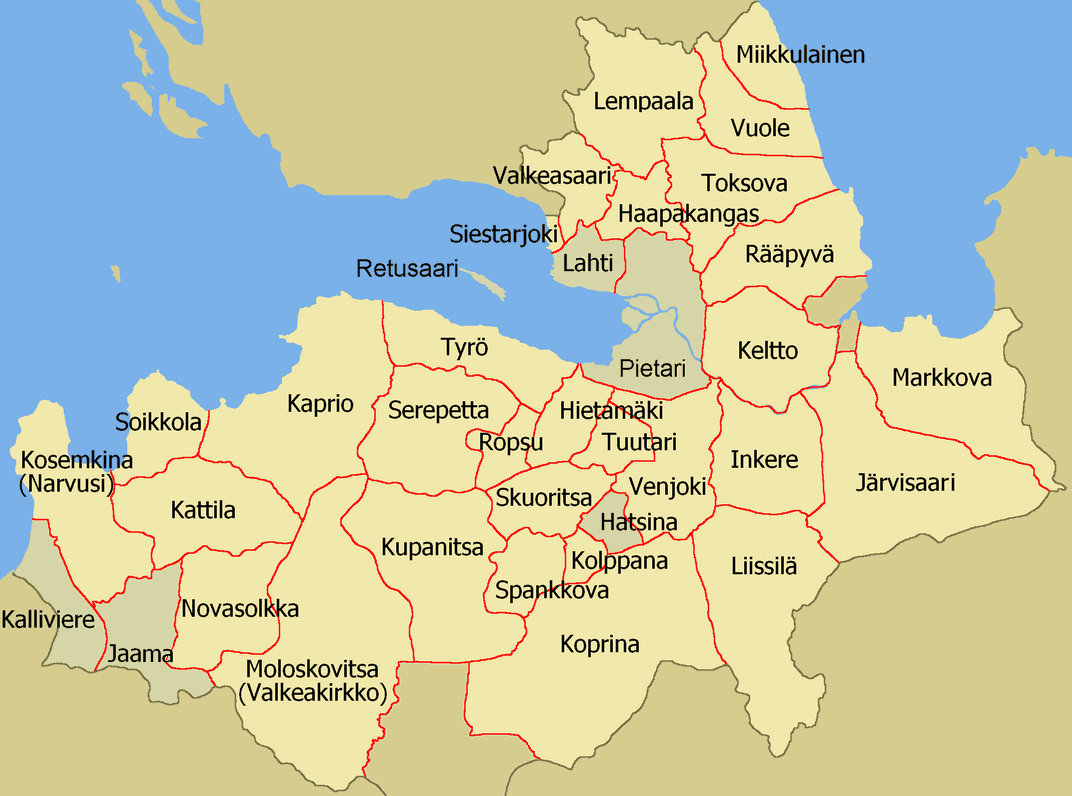
Карта приходов Церкви Ингрии (1930-е годы)

Церковь Святой Регины — лютеранский храм в усадьбе Рябово, построенный бароном Иваном Фридриксом в 1777—1778 годах. Бывший центр прихода Ряяпювя (фин. Rääpyvä) Евангелическо-лютеранской церкви Ингрии. Разобран в 1945 году.

## История
Лютеранская община Ряяпювя (Рябовская лютеранская община) была основана в 1685 году и приписана к Колтушскому лютеранскому приходу. Она объединяла верующих финских деревень, расположенных к северу от реки Лубья. Её название происходит от деревни Ряяпювя, находившейся на Мельничном ручье.
Наиболее старые из сохранившихся церковных книг учёта рождения, венчания и смерти в общине Ряяпювя датируются 1745 годом.
Незадолго до своей смерти барон Иван Юрьевич Фридрикс пожертвовал местной лютеранской общине участок земли в своём имении и средства для возведения храма. Строительство началось в 1777 году на Румболовской горе у северной окраины деревни Румболово. Четырёхсотместная кирха посвящённая Святой Регине (фин. Rääpyvän kirkko) была освящена 7 сентября 1778 года. Она стала центром нового Рябовского лютеранского прихода (фин. Rääpyvä) и первой церковью на территории современного города Всеволожска. 
Святой Регине молятся в случаях бедности, обнищания, а также пастухи и жертвы мучений. Предположительно, святая во имя которой была освящена кирха и день освящения храма (7 сентября — день памяти Святой Регины), были выбраны не случайно, так как жену барона звали Регина-Луиза.
В 1808 году Рябовский лютеранский приход был объединён с Колтушским. В этот период богослужения проводились не по воскресеньям, а через воскресенье.
В 1860-х годах в Рябовском приходе начала работу воскресная церковно-приходская школа.
В 1899 году в Рябовском приходе был построен молитвенный дом. Приход входил в Шлиссельбургское пробство.
В 1900 году в кирхе был установлен немецкий орган фирмы «E. F. Walcker & Cie.» на пять регистров. Кантором служил Хейкки Виролайнен.
В 1908 году Рябовский приход (Ряяпювя) вновь стал самостоятельным, в связи с этим для постройки пастората последняя владелица усадьбы Рябово Лидия Филипповна Всеволожская передала лютеранской церкви 10,9 га земли в аренду на 99 лет. Из них 6,5 га — пастбищ и леса.
4 января 1909 года приход получил собственного священника — А. Раунио. В том же году был выстроен пасторат, при нём действовала библиотека. Большую часть прихожан составляли ингерманландские финны, было немного эстонцев, а также несколько человек немцев. Богослужения проводились по воскресеньям и в праздники на финском языке, несколько раз в год после финского богослужения проводилось богослужение на эстонском языке.
В 1913 году кирху капитально отремонтировали.
Начиная с 1922 года богослужения проводились через воскресенье.
В начале 1931 года последнему пастору прихода Ряяпювя, которым являлся С. Я. Лауриккала, было запрещено появляться в нём и в соседнем приходе Келтто. В октябре 1931 года соседний православный храм Спаса Нерукотворного Образа, служивший родовой усыпальницей дворянского рода Всеволожских, закрыли, церковную утварь вывезли в Ленинград, а над семейным захоронением, упокоенных в нём основателей города Всеволожска, Елены Васильевны и Павла Александровича Всеволожских, надругались. С разрешения местного совета трое комсомольских активистов и одна активистка вынесли гробы из склепа и бросили в открытом виде на улице. Кощунство продолжалось всю зиму, пока несколько финских девушек из соседней деревни Романовка, шедших из кирхи святой Регины с пасхального богослужения, не перенесли их через дорогу и не похоронили на лютеранском кладбище возле кирхи, где они и покоятся до наших дней.
В 1937 году приход Евангелическо-лютеранской церкви Ингрии Ряяпювя был ликвидирован, кирха закрыта и передана под клуб Всеволожского сельхозтехникума.
В 1941 году, после закрытия сельхозтехникума, здание кирхи было выделено для размещения Всеволожского отделения Госбанка.
В конце 1944 года в кирхе вновь разместился клуб восстановленного сельхозтехникума. Здание кирхи было разобрано на дрова в 1945 году.
До настоящего времени сохранилось только лютеранское кладбище («старое финское кладбище»), оно находится на территории города Всеволожска, на улице Нагорной.

## Прихожане
К приходу кирхи св. Регины (Ряяпювя) относились 27 деревень:

Бабино, Бернгардовка, Большое Пугарево, Борисова Грива, Ваганово, Волчьи Горы, Губки, Каменка, Коккорево, Корнево, Кяселево, Плинтовка, Малое Пугарево, Минулово, Мельничный Ручей, Морье, Отрада, Пасека, Проба, Ржевка, Романовка, Румболово, Рябово, Рахья, Старое Ковалёво, Углово, Щеглово.
Изменение численности прихожан за период с 1848 по 1928 год:

## Духовенство
| Настоятели прихода | Настоятели прихода                  |
| Даты               | Пастор                              |
| ------------------ | ----------------------------------- |
| 1779—1782          | Микаэль Топпелиус                   |
| 1782—1787          | Эсайсас Коландер                    |
| 1788—1793          | Карл Хягерман                       |
| 1793—1794          | Хенрик-Йохан Линдстен               |
| 1794—1801          | Йохан Сален                         |
| 1802—1808          | Хенрик Орландер (1766—?)            |
| 1808—1908          | относилась к приходу Келтто         |
| 1908—1909          | Отто-Александер Лоухелайнен (и. о.) |
| 1909—1913          | Абель-Фабиан Раунио (1870—?)        |
| 1913—1914          | Арно Сонка                          |
| 1914—1937          | Селим Ялмари Лауриккала             |

Селим Ялмари Лауриккала (1882—1957), генеральный пробст, исполняющий обязанности епископа епархии, руководитель финской консистории с 1924 по 1937 год, был пастором Рябовского прихода (фин. Rääpyvä) с 8 января 1914 года по 27 апреля 1937 года. Сейчас его имя носит теологический институт Евангелическо-лютеранской церкви Ингрии в деревне Колбино.

## Фото

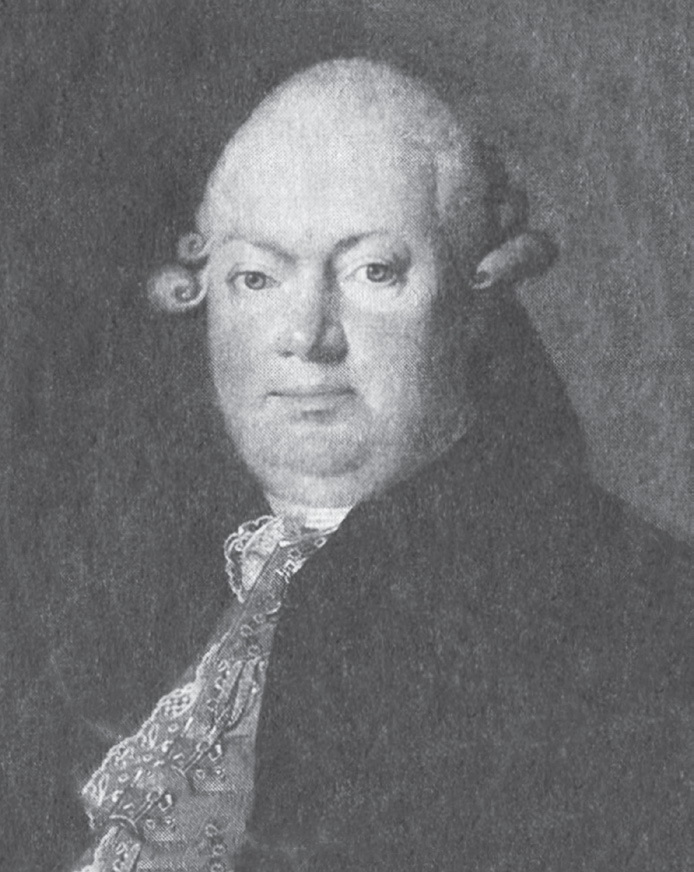
Строитель церкви барон И. Ю. Фридрикс
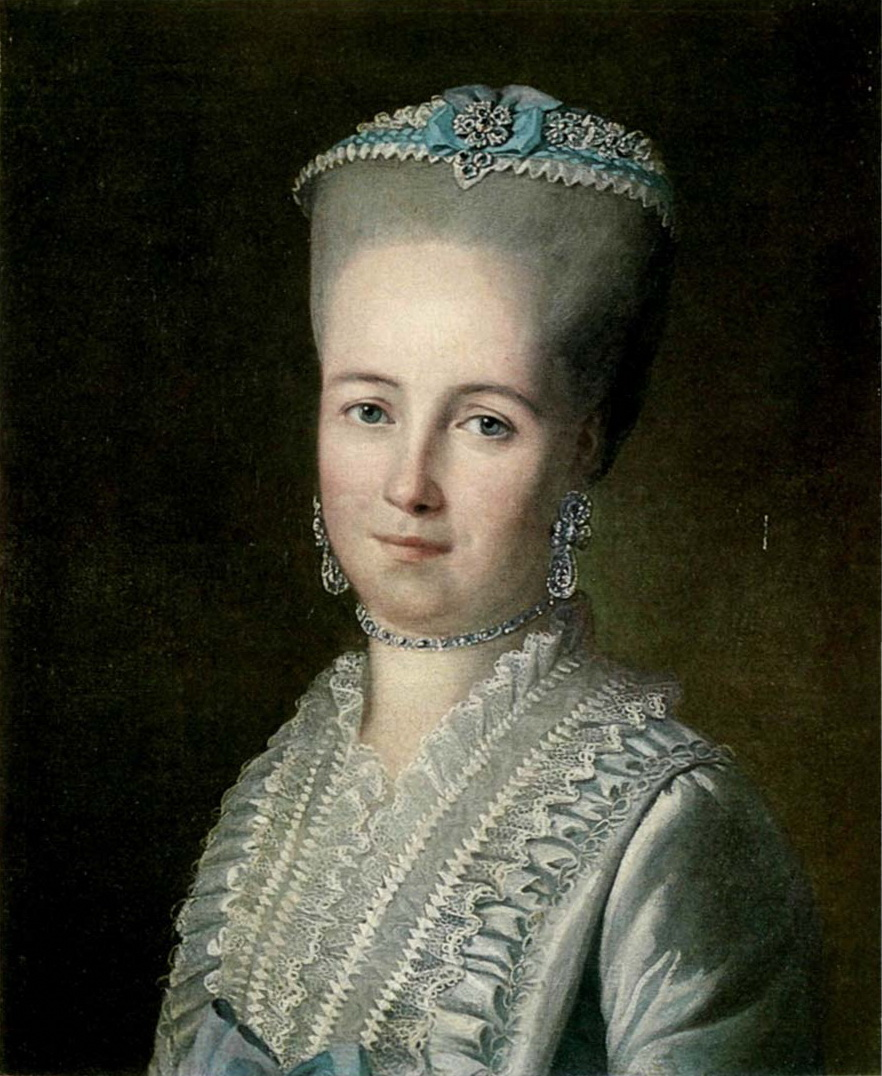
Регина-Луиза Фридрикс
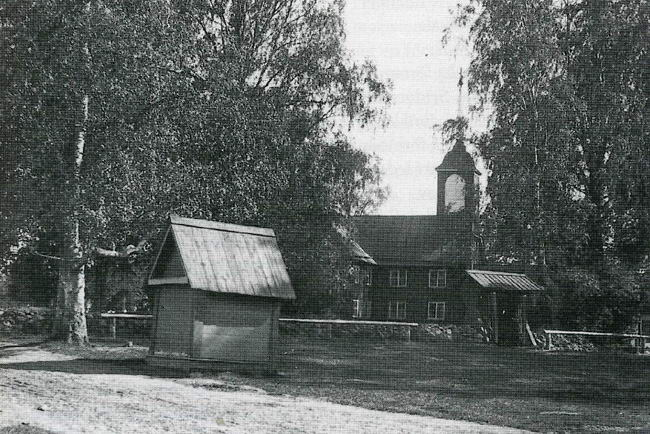
Кирха святой Регины. 1911 год
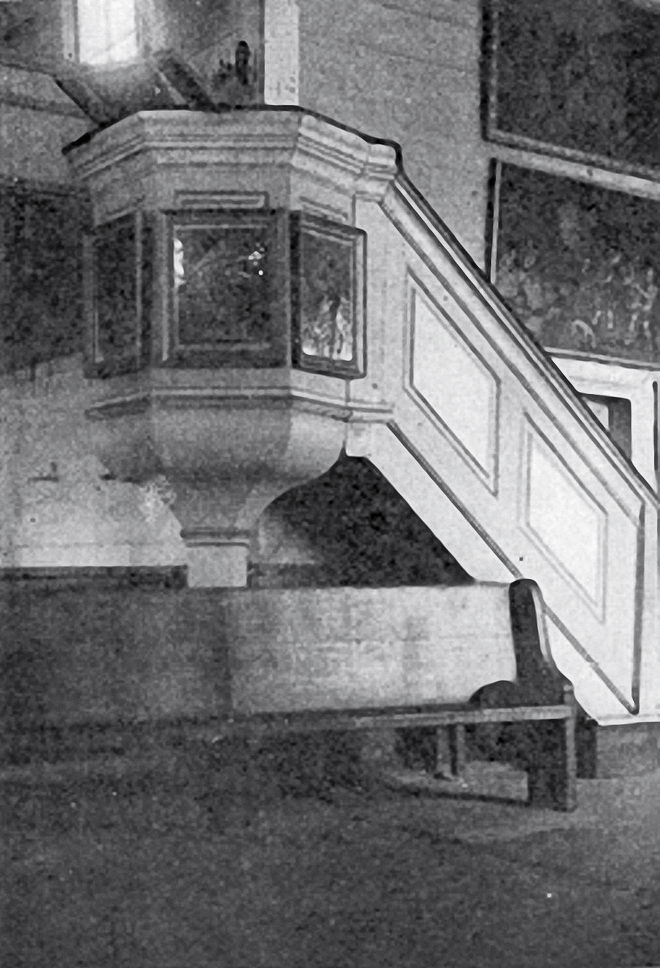
Интерьер кирхи
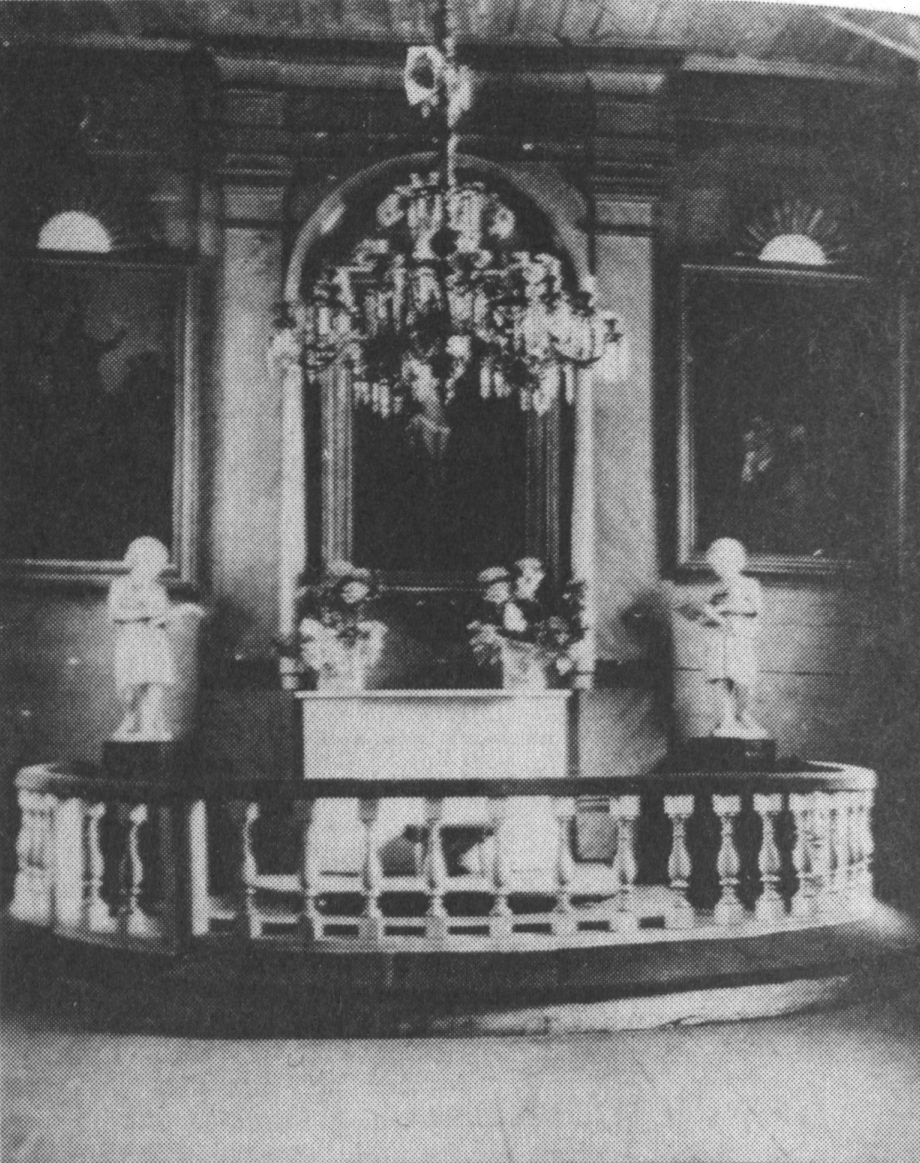
Интерьер кирхи
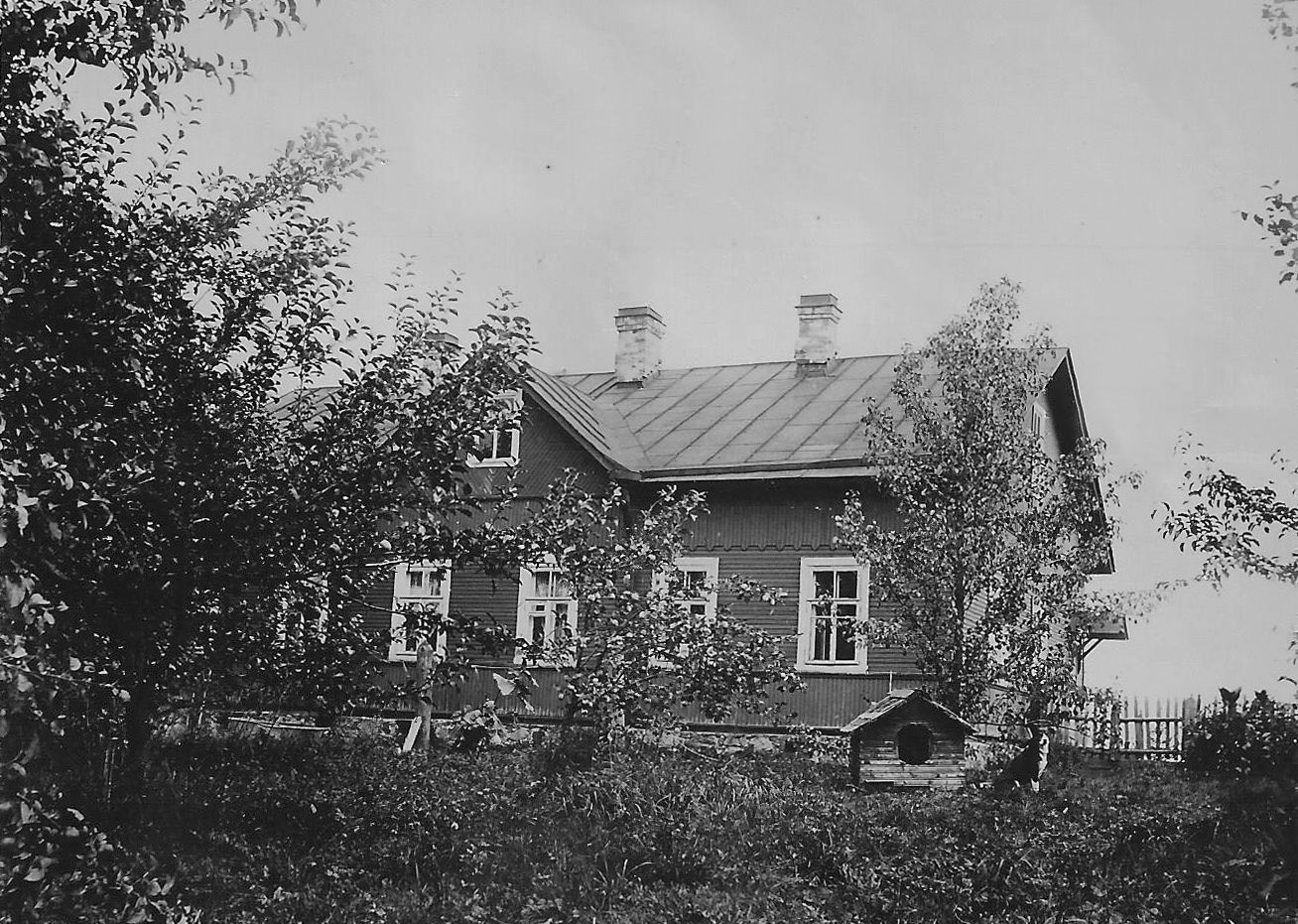
Рябовский пасторат
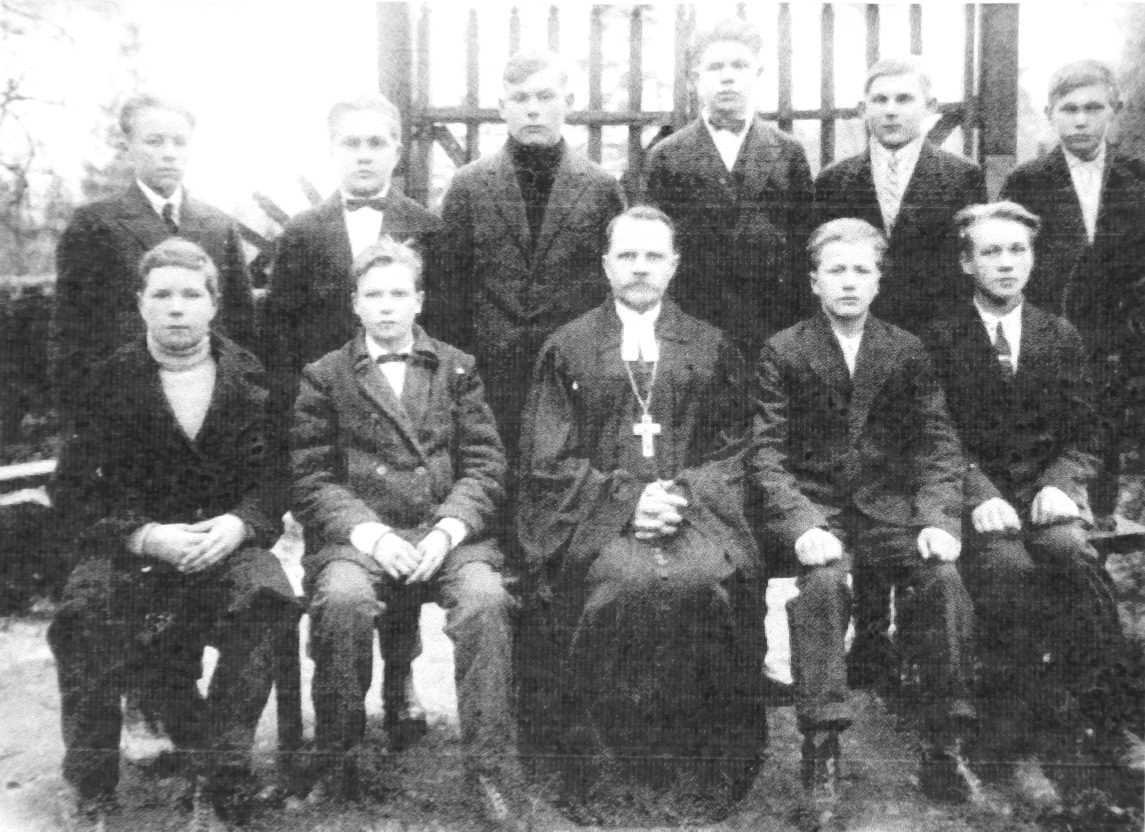
Пробст С. Я. Лауриккала с учениками конфирмационной школы у Рябовской кирхи. 1928 год
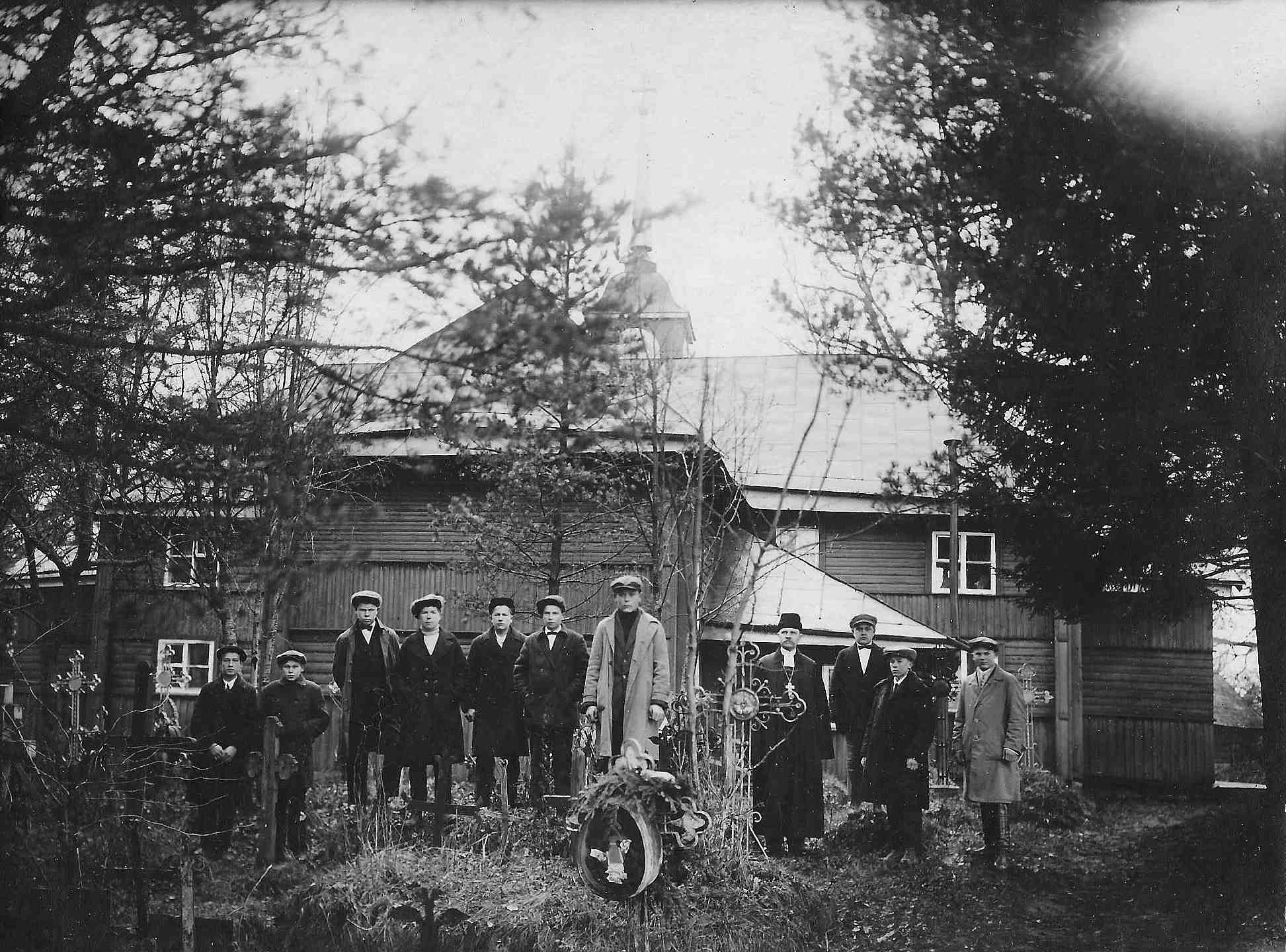
Кирха святой Регины. У креста стоит пастор С. Я. Лауриккала. 24 ноября 1929 года
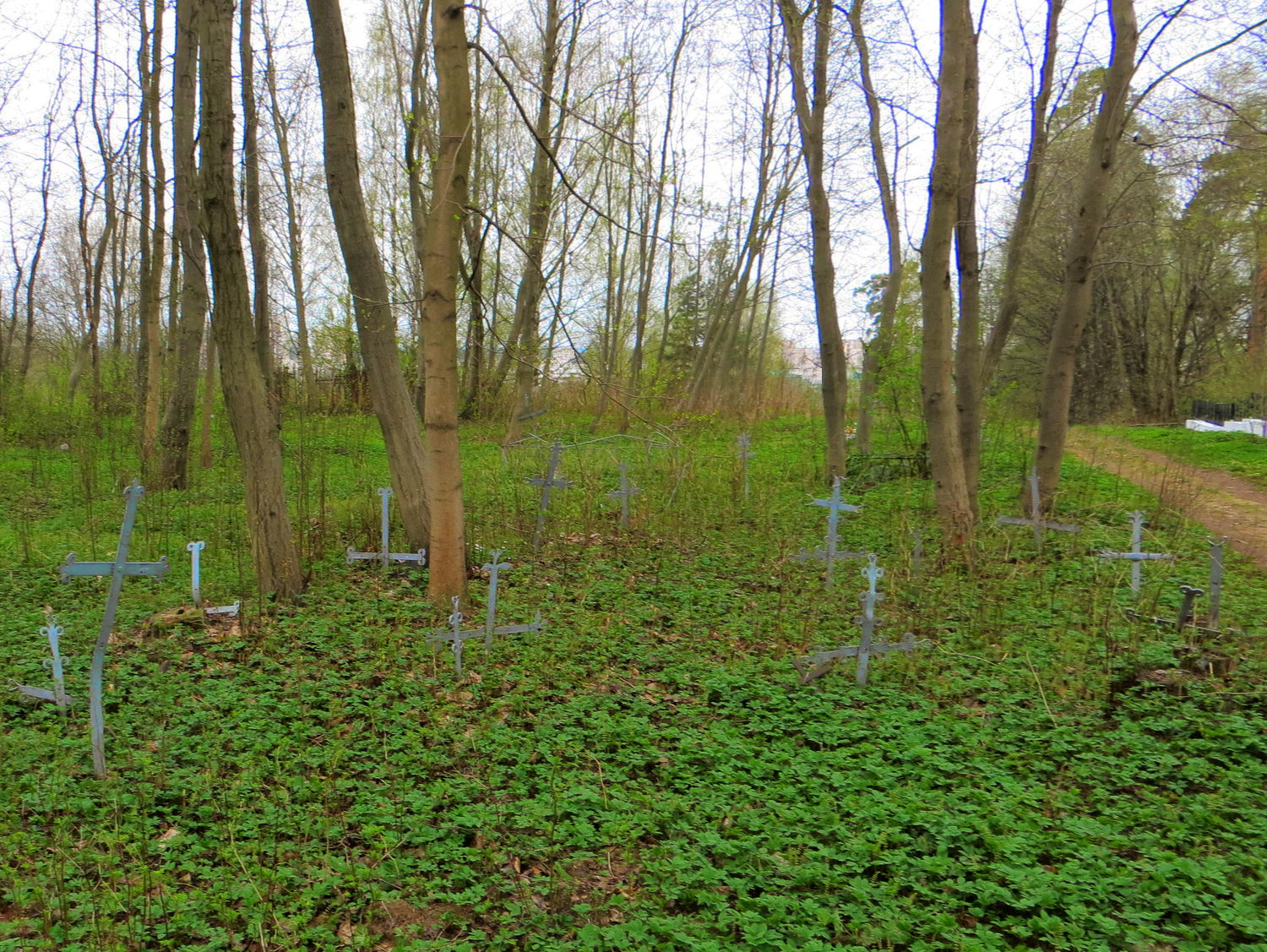
Лютеранское кладбище на месте кирхи. 2013 год
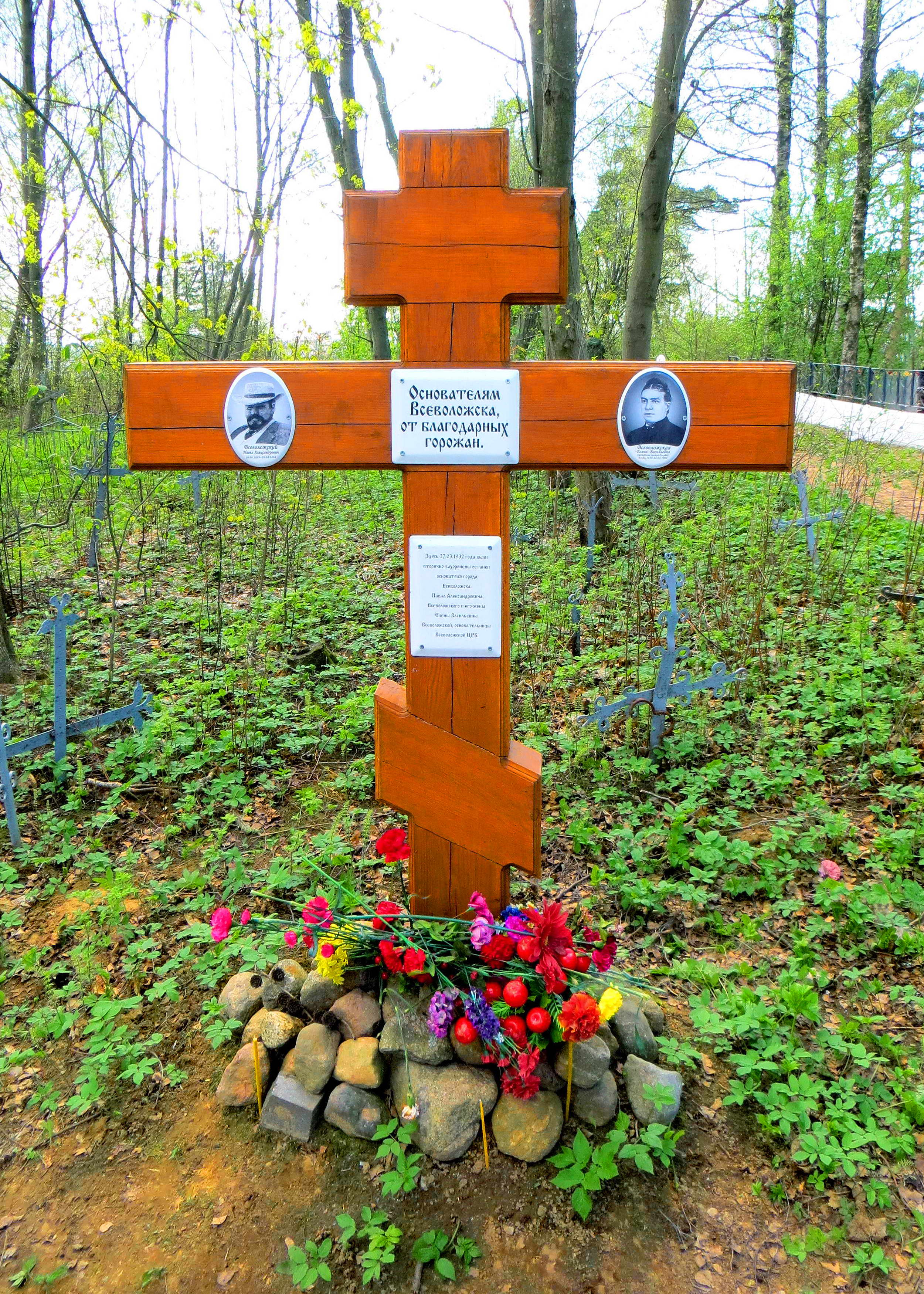
Место вторичного захоронения П. А. и Е. В. Всеволожских. 2015 год
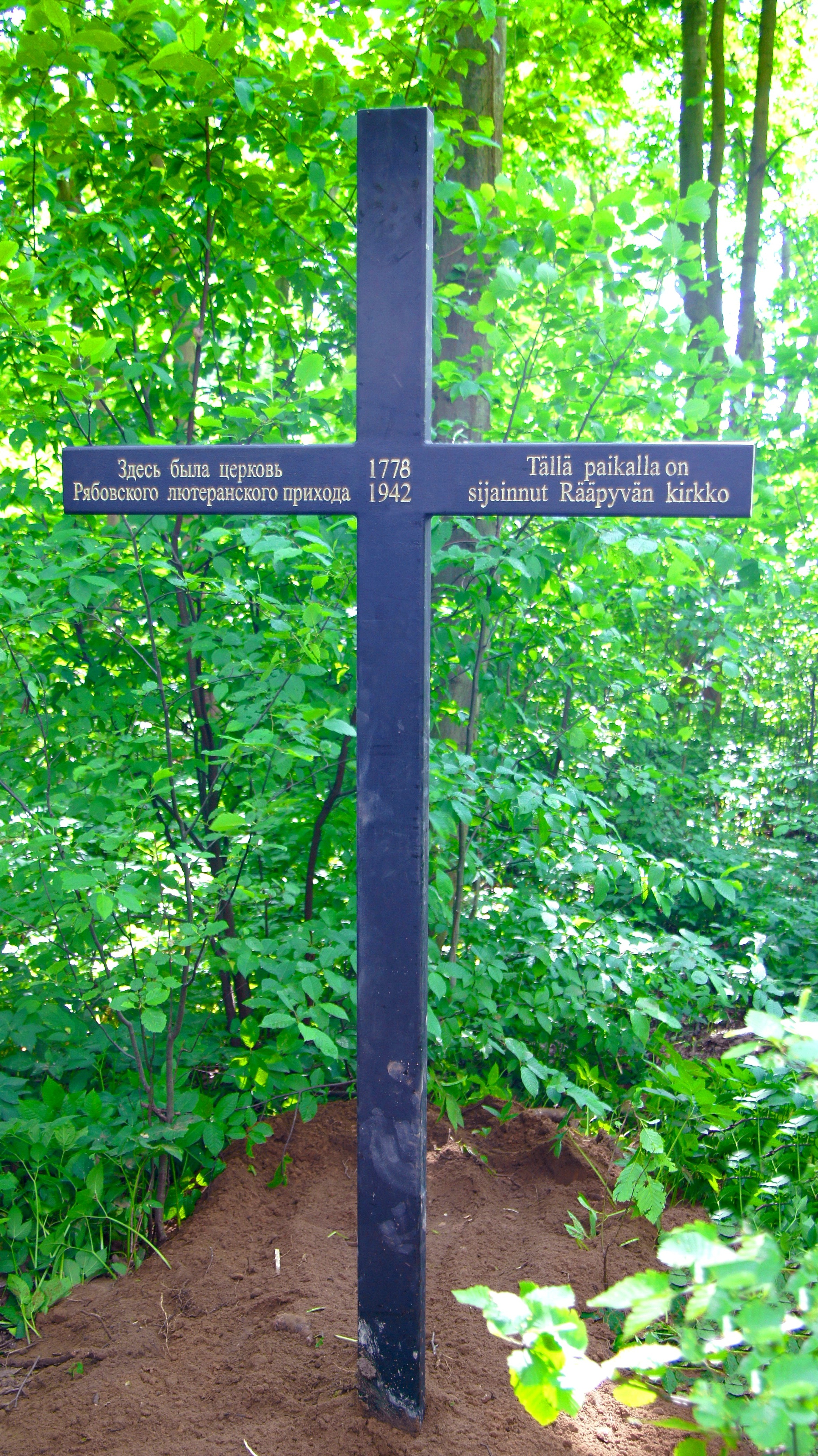
Памятный крест на месте кирхи. 2016 год
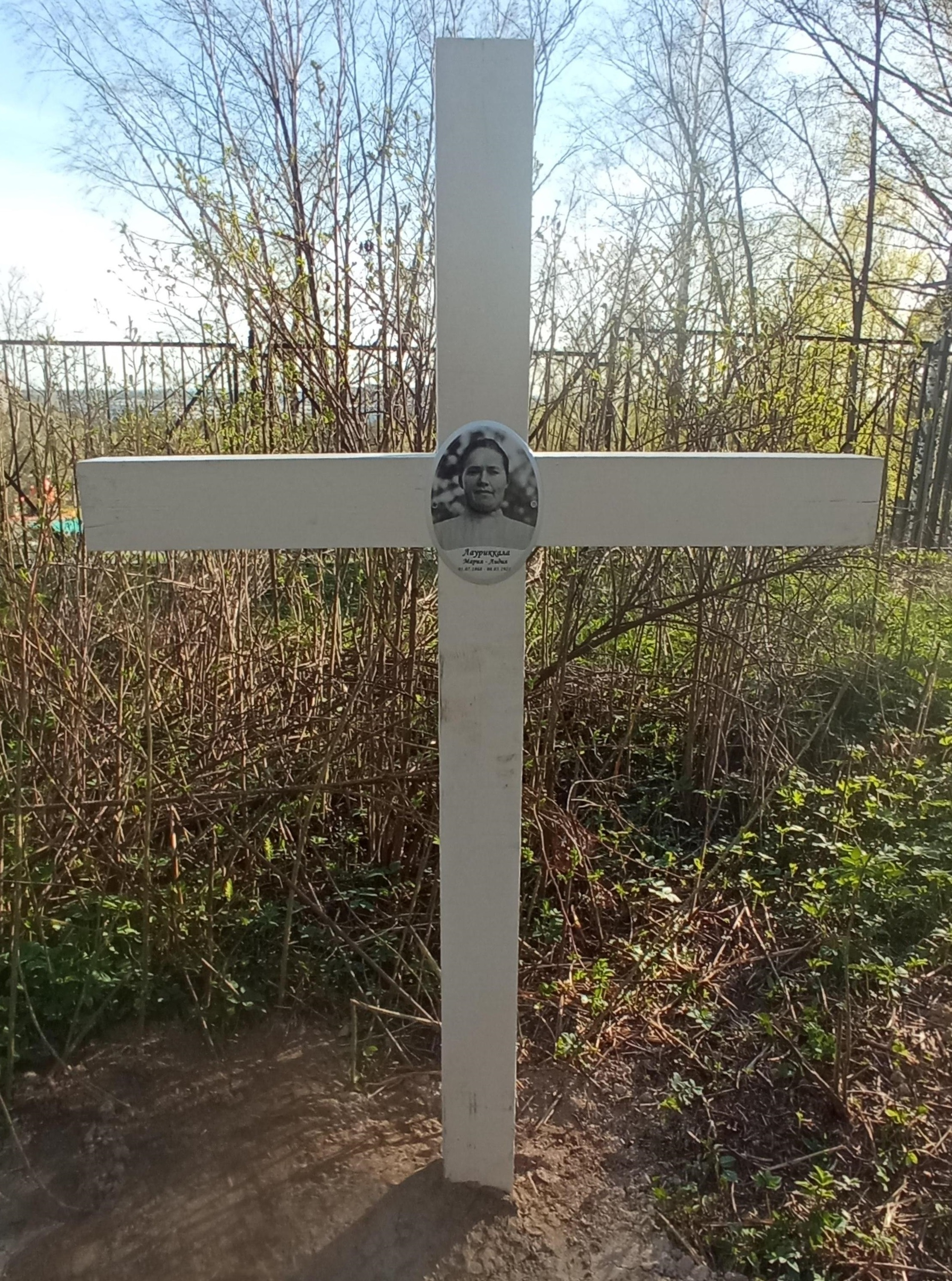
Крест на месте захоронения Марии-Лидии Лауриккала. 2024 год